# Milo Urban

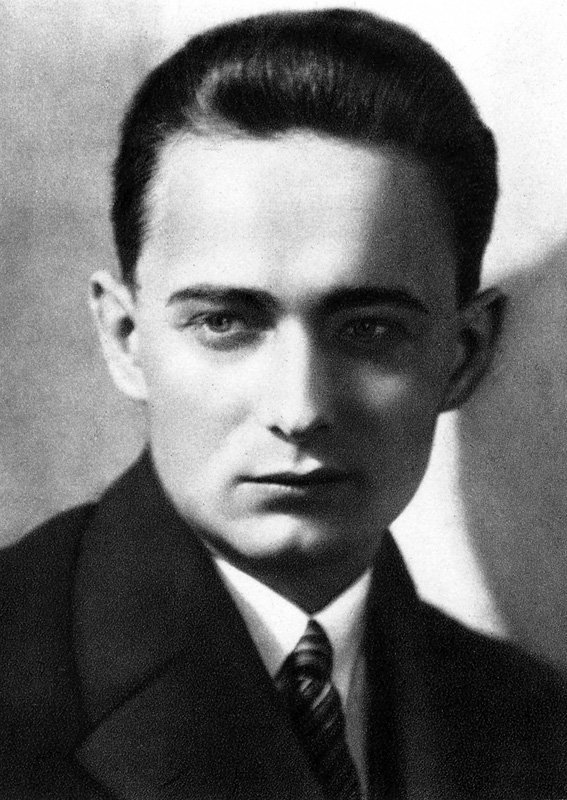
Milo Urban

Milo Urban (* 24. August 1904 in Rabčice, Österreich-Ungarn; † 10. März 1982 in Bratislava) war ein slowakischer Schriftsteller, Dolmetscher und Journalist.

## Leben
Urban ist in der Familie eines Försters auf die Welt gekommen, wegen des Todes des Vaters hatte er lange finanzielle Schwierigkeiten. Urban ist in Zázrivá, Polhora, Trstená, Ružomberok und Banská Štiavnica in die Schule gegangen. Er arbeitete in den Zeitschriften Slovenský národ, Vatra, Slovák und in den Zeiten des Slowakischen Staates (1939–1945) war er Chefredaktor der Zeitschrift Gardista. Nach dem Krieg ist Urban nach Österreich geflüchtet, das Volksgericht hat ihm 1947 einen öffentlichen Verweis erteilt.
Nach dem Krieg wohnte Urban in Kroatien, bevor er 1974 in die Tschechoslowakei zurückkehrte. Er widmete sich der literarischen Tätigkeit und übersetzte tschechische, polnische und deutsche Bücher. Sein Roman Živý bič ist sehr bekannt und wurde 1966 von Martin Ťapák verfilmt.

## Werke

### Novellen und Romane
- 1920 – Ej, ten tanec
- 1922 – Jašek Kutliak spod Bučinky
- 1926 – Za vyšným mlynom
- 1928 – Výkriky bez ozveny, Novellensammlung
- 1927 – Živý bič, 1. Teil der Trilogie
- 1930 – Hmly na úsvite,  2. Teil der Trilogie
- 1940 – V osídlach,  3. Teil der Trilogie
- 1957 – Zhasnuté svetlá
- 1964 – Kto seje vietor
- 1996 – Železom po železe

### Essays
- 1970 – Zelená krv: Spomienky hájnikovho syna
- 1992 – Kade-tade po Halinde
- 1994 – Na brehu krvavej rieky
- 1995 – Sloboda nie je špás

### Übersetzungen
- 1954 – Igor Newerly: Pamiatka z celulózky, (dt-:Eines Menschen Weg)
- 1959 – Aleksander Fredro: Pán Geldhab, (dt.: Herr Geldhab)
- 1960 – Karel Čapek und Josef Čapek: Zo života hmyzu, (dt.: Aus dem Leben der Insekten)
- 1961 – Karel Čapek: Matka, (dt.: Mutter)